# Dark site
Dark site es una herramienta de relaciones públicas, también conocida como Cold Sites.
Son sitios web confeccionados de cara a la irrupción de una posible crisis que puede dañar la imagen y la reputación de una organización, pero que no son visibles públicamente hasta que se presenta alguna dificultad en la que se decide utilizarla y ponerla en línea. 
Los objetivos de un Dark Site son:
- Estar preparado para reaccionar inmediatamente en el caso de que una crisis irrumpa.
- Acotar una crisis (importante cuando se trata de un problema de un producto y que quiere proteger al resto de las marcas y productos de una compañía).
- Proteger y mantener el funcionamiento normal del sitio web de la organización.
- Tener un sitio al que puedan dirigirse todos los públicos involucrados en una crisis (periodistas, autoridades, familiares, entre otros).